# Euophrys lunata
Euophrys lunata là một loài nhện trong họ Salticidae.
Loài này thuộc chi Euophrys. Euophrys lunata được Philip Bertkau miêu tả năm 1880.